# (37657) 1994 PX14
1994 PX14 (asteroide 37657) é um asteroide da cintura principal. Possui uma excentricidade de 0.10662680 e uma inclinação de 10.88626º.
Este asteroide foi descoberto no dia 10 de agosto de 1994 por Eric Walter Elst em La Silla.